# Karmaljukowe
Karmaljukowe (ukrainisch Кармалюкове; russisch Кармалюково Karmaljukowo) ist ein Dorf in der Stadtgemeinde Schmerynka im Westen der ukrainischen Oblast Winnyzja mit 800 Einwohnern (2001).
In dem 1555 unter dem Namen Holowtschynzi (Головчинці) erstmals erwähnten Dorf wurde am 1. August 1965 ein Denkmal für den hier geborenen Ustym Karmaljuk eröffnet, nach dem das Dorf 1955 benannt wurde. Das Dorf besitzt ein Volkskundemuseum mit einer Ausstellung zu Karmaljuk.
Die Ortschaft liegt in der historischen Landschaft Podolien auf einer Höhe von 341 m an der Wasserscheide des Podolischen Hochlands, 20 km nordwestlich vom Rajonzentrum Schmerynka und etwa 45 km westlich vom Oblastzentrum Winnyzja.
Karmaljukowe ist das administrative Zentrum der gleichnamigen, 36,68 km² großen Landratsgemeinde im Nordwesten des Rajon Schmerynka, zu der noch die Dörfer Majdan-Holowtschynskyj (Майдан-Головчинський, ⊙) mit etwa 20 Einwohnern und Petrani (Петрані, ⊙) mit etwa 130 Einwohnern gehören.

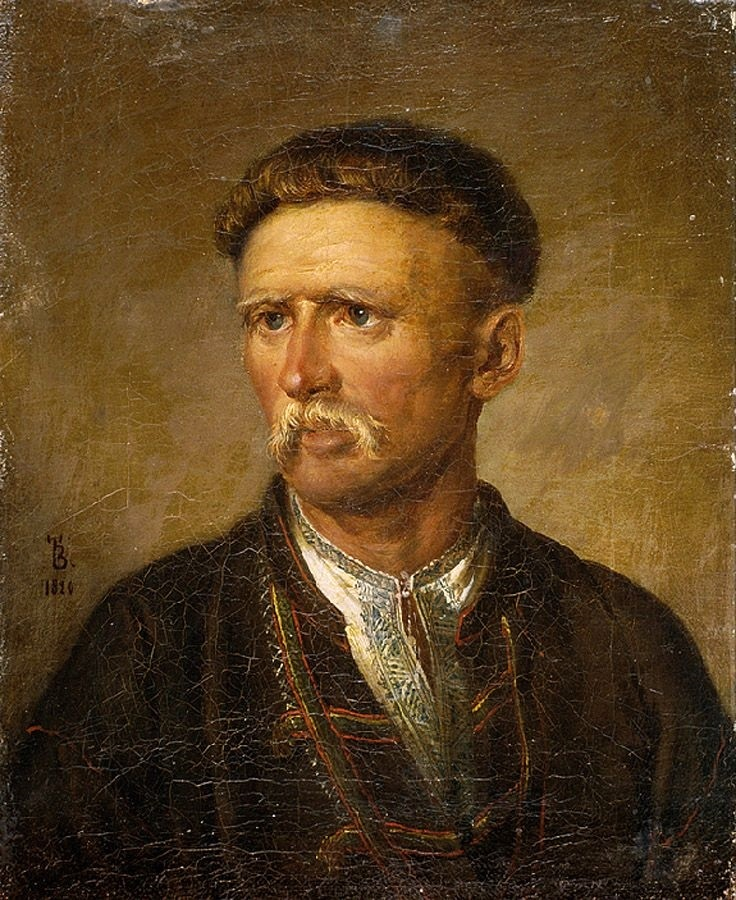
Ustym Karmaljuk, der größte Sohn und Namensgeber der Ortschaft; von Wassili Tropinin, 1820er Jahre, Tretjakow-Galerie, Moskau

## Söhne und Töchter der Ortschaft
- Ustym Karmaljuk (1787–1835), ukrainischer Volksheld und Führer der Bauernbewegung in Podolien